# Con bò hình cầu

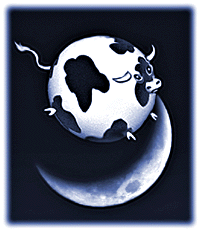
Truyện tranh về một con bò hình cầu được minh họa trong cuộc họp năm 1996 của Hiệp hội Thiên văn học Hoa Kỳ, liên quan đến mô hình hóa trong thiên văn học

Con bò hình cầu (spherical cow) là một ẩn dụ hài hước cho các mô hình khoa học cực kỳ đơn giản hóa của các hiện tượng phức tạp. Bắt nguồn từ vật lý lý thuyết, ẩn dụ này đề cập đến xu hướng quy một vấn đề về tới mức đơn giản nhất có thể tưởng tượng được nhằm làm cho tính toán dễ thực hiện hơn, ngay cả khi sự đơn giản hóa làm giảm khả năng áp dụng mô hình vào thực tế. Ẩn dụ và các biến thể sau này cũng đã được sử dụng trong những lĩnh vực khác.

## Lịch sử
Cụm từ này xuất phát từ một trò đùa, chế nhạo các giả định đơn giản hóa đôi khi được sử dụng trong vật lý lý thuyết.
Sản lượng tại một trang trại sữa rất thấp, nên người nông dân viết thư cho một trường đại học tại địa phương, nhờ giúp đỡ từ những người có học vấn. Một đội ngũ liên ngành gồm nhiều giáo sư được thành lập, dẫn đầu bởi một nhà vật lý lý thuyết, và việc điều tra chuyên sâu tại hiện trường đã được tiến hành trong hai tuần. Các học giả sau đó trở về trường đại học, với những quyển sổ đầy rẫy số liệu, trong khi công việc viết báo cáo được giao cho trưởng nhóm. Sau đó không lâu, nhà vật lý lý thuyết quay trở lại trang trại và nói với người nông dân rằng, "Tôi đã có giải pháp, nhưng nó chỉ áp dụng trong trường hợp các con bò hình cầu trong chân không."

Câu chuyện này đã được kể với nhiều biến thể, bao gồm cả một chuyện đùa rằng một nhà vật lý nói rằng ông ta có thể tiên đoán được ai sẽ thắng cuộc trong bất kỳ cuộc đua ngựa nào, nhưng trong điều kiện các con ngựa hình cầu di chuyển trong chân không. Trong một bức thư năm 1973 tới biên tập của tạp chí Science đã mô tả "câu chuyện nổi tiếng" về một nhà vật lý với lời giải cho bài toán sản lượng trứng của một trang trại gia cầm bắt đầu với câu "Giả định một con gà hình cầu".

## Đề cập trong khoa học
Alan Turing, trong bài viết năm 1952 của ông "The Chemical Basis of Morphogenesis", khẳng định rằng: "một hệ có đối xứng cầu, và với trạng thái thay đổi do các phản ứng hóa học và sự khuếch tán... không thể dẫn đến một sinh vật như một con ngựa, một con vật không đối xứng cầu."

## Trong văn hóa đại chúng

Một ảnh GIF về một con bò hình cầu

Một hình vẽ con bò hình cầu trên ván trượt tuyết, với dòng chữ Approksimoidaan pyöreä lehmä (tiếng Phần Lan cho "Ta xấp xỉ một con bò hình cầu").

Khái niệm này quen thuộc tới nỗi cụm từ này đôi khi được sử dụng để nhắc tới ngắn gọn cho toàn bộ vấn đề mô hình hóa hợp lý. Ví dụ, Consider a Spherical Cow (tạm dịch: Xét một con bò hình cầu) là một cuốn sách năm 1988 về giải quyết bài toán sử dụng các mô hình đơn giản hóa.
Ngay cả khi không có ngữ cảnh mô hình khoa học, trò đùa này vẫn đủ nổi tiếng để có thể đề cập gián tiếp. "Spherical Cow" được lựa chọn là mật danh cho bản phân phối Linux Fedora 18. Trong loạt sitcom The Big Bang Theory, một trò đùa đã được kể bởi Tiến sĩ Leonard Hofstadter với câu kết đề cập đến những "con gà hình cầu trong chân không", trong tập phim The Cooper-Hofstadter Polarization.